# صينيون
صينيون وهم مجموعة الأشخاص الذين يشكلون شعب جمهورية الصين الشعبية والذين يشكلون ملياراً وثلاثمئة مليون نسمة أي حوالي 18% من سكان العالم، ويتكون الصينيين من 56 قومية معترف بها من الحكومة ويشكل قومية الهان الأغلبية بنسبة 91% من سكان الصين، القوميات الأخرى في الصين هي التشوانغ والمغول والهوي والكوريين والمانشو والأويغور والمياو واليي والتوجيا والتبتيين والدونغ والبويي والياو واللي والكازاخ والدونغشيانغ والبارووقيون والقيرغيز والسالار والماونان والطاجيك وعرقيات أخرى، ويعيش أغلب الصينيين في المدن الكبرى مثل شنغهاي وبكين وووهان وشنزن وغوانغجو ونانتشانغ وهاربين وأورومتشي ومدن أخرى.

## النسب
يرجح العلماء انهم من نسل يافث بن نوح تحديد انهم من نسل صيني بن ماغوغ بن يافث بن نوح، وقيل انهم من نسل قطوبال بن يافث، وذكر هروشيس مؤرخ الروم أنهم من بني ماغوغ بن يافث.

## خلفيّة
الشعب الصيني أو ببساطة الصينيون، هم أشخاص أو مجموعات عرقية محددة بالصين، عادةً من خلال العرق أو الجنسية أو الجنسية أو أي انتماء آخر. الصينيون الهان هم أكبر مجموعة عرقية في الصين، وتضم حوالي 92 ٪ من سكان البر الرئيسي. وهم يشكلون حوالي 95٪، 92٪ و89٪ من سكان تايوان، هونغ كونغ، وماكاو على التوالي.  هم أيضًا أكبر مجموعة عرقية في العالم، حيث تضم حوالي 18 ٪ من سكان العالم. خارج الصين، غالبًا ما يتم الخلط بين المصطلحين «صينيون هان» و «صينيون» لأن أولئك الذين يعرفون أو يسجلون على أنهم صينيون من الهان هم المجموعة العرقية المهيمنة في الصين. هناك 55 من الأقليات العرقية المعترف بها رسميًا في الصين والذين قد يُعرفون أيضًا باسم «الصينيين». قد يُشار أيضًا إلى الأشخاص من تايوان، التي تُعرف رسميًا باسم جمهورية الصين (ROC)، باسم «الصينيين» في سياقات مختلفة، على الرغم من الإشارة إليهم عادةً باسم «التايوانيين». أراضي تايوان متنازع عليها ولدى جمهورية الصين اعتراف محدود بسيادتها. وهناك أيضا الشتات الصيني المعروف باسم الصينيون في الخارج.

## الجماعات العرقية
قد يُشار إلى عدد من المجموعات العرقية داخل الصين، وكذلك الأشخاص في أماكن أخرى من أصل في المنطقة، باسم الشعب الصيني.

### الجماعات العرقية في الصين
غالبًا ما يشار إلى شعب الهان الصيني، أكبر مجموعة عرقية في الصين، على أنه «صيني» أو «عرقي صيني» باللغة الإنجليزية. يشكل الهان الصينيون أيضًا أغلبية أو أقلية بارزة في البلدان الأخرى، ويشكلون حوالي 18 ٪ من سكان العالم. تشمل المجموعات العرقية الأخرى في الصين تشوانغ وهوي ومانشو وأويغور وشعب المياو، الذين يشكلون أكبر خمس أقليات عرقية في الصين القارية، ويبلغ عدد سكانها حوالي 10 ملايين أو أكثر. بالإضافة إلى ذلك، يبلغ عدد سكان كل من يي وتوجيا والتبتيين والمغول ما بين خمسة وعشرة ملايين نسمة. الصين (ورسميا جمهورية الصين الشعبية)، تعترف بـ 56 مجموعة عرقية صينية أصلية. هناك أيضًا العديد من المجموعات العرقية غير المعترف بها في الصين.

#### الجماعات العرقية في عهد أسرة تشينغ في الصين (1644-1911)
خلال عهد أسرة تشينغ، كان مصطلح «الشعب الصيني» (Zhōngguó zhī rén) يُستخدم من قبل حكومة تشينغ للإشارة إلى جميع الرعايا الأصليين للإمبراطورية، بما في ذلك هان والمانشو والمغول.

#### الأمة الصينية
«الأمة الصينية»، هو مفهوم فوق عرقي يشمل جميع المجموعات العرقية الـ 56 التي تعيش في الصين والمعترف بها رسميًا من قبل حكومة جمهورية الصين الشعبية. وهي تشمل المجموعات العرقية القائمة التي عاشت داخل حدود الصين منذ عهد أسرة تشينغ (1644-1911) على الأقل. تم استخدام مصطلح الأمّة الصينية (بالإنجليزية: zhonghua minzu) خلال جمهورية الصين من عام 1911 إلى عام 1949 للإشارة إلى مجموعة فرعية من خمس مجموعات عرقية في الصين. مصطلح الأمة الصينية (بالصينية: 中国人民) أو حتى مصطلح «الشعب الصيني»، كان هو المصطلح المفضل للحكومة خلال حياة ماو تسي تونغ؛ يعتبر مصطلح الأمة الصينيّة أكثر شيوعًا في العقود الأخيرة.

### الجماعات العرقية في تايوان

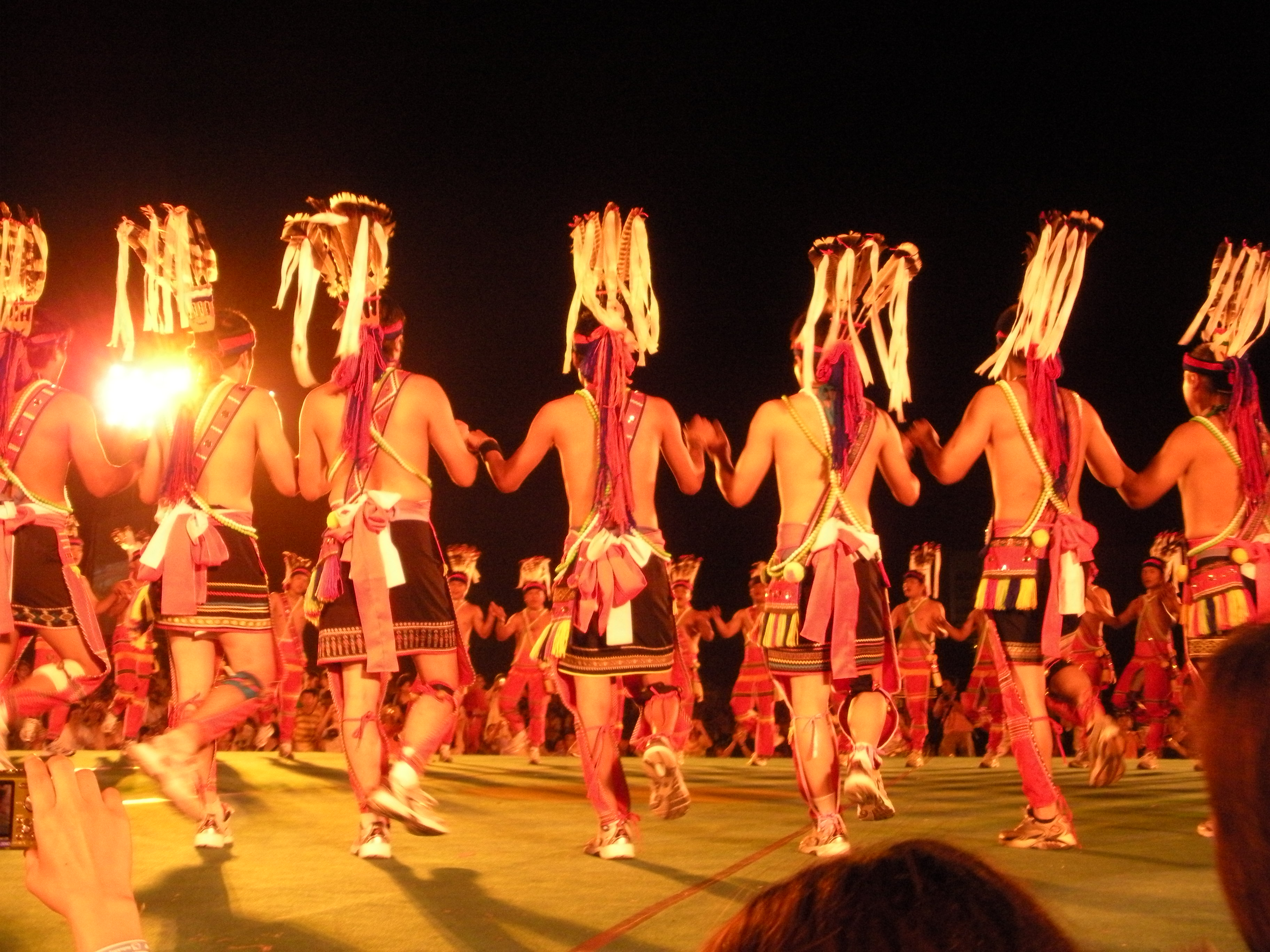
شعب الآمي وهم مجموعة عرقية تايوانية أصلية.

تعترف تايوان بـ 17 مجموعة عرقية تايوانية محلية بالإضافة إلى العديد من المجموعات العرقية الأخرى من «المهاجرين الجدد» (معظمهم من البر الرئيسي للصين وجنوب شرق آسيا). من بين 17 مجموعة عرقية تايوانية أصلية، هناك 16 مجموعة من السكان الأصليين (السكان الأصليون التايوانيون)، حين أن واحدة تعتبر من السكان المستعمرين (التايوانيون الهان). هناك أيضًا العديد من المجموعات العرقية الأصلية غير المعترف بها في تايوان. تصنّف الحكومة التايوانية الهان التايوانيون، وهم من الصينيين الهان الذين يعيشون في تايوان، إلى ثلاث مجموعات عرقية رئيسية: هوكلاس التايوانية، وهاكاس التايوانية، وويشنغرين (أي «الشعب الصيني في البر الرئيسي في تايوان»). وكينمينسي وماتسونسي وهما جماعات عرقية هان تايوانية أخرى كبيرة. يُعتبر كل من هوكلاس وهاكاس من السكان «الأصليين» لتايوان منذ أن بدأوا الهجرة إلى تايوان بأعداد كبيرة من الصين (معظمهم من فوجيان وقوانغدونغ) منذ أكثر من 400 عام (بدأوا في الهجرة إلى تايوان بأعداد طفيفة عدة قبل قرون). غالبًا ما يشار إليهم بشكل جماعي في لغة الماندرين التايوانية باسم «الأشخاص من هذه المقاطعة». يشكل هوكلاس ما يقرب من 70 ٪ من إجمالي سكان تايوان ويشكل الهاكا ما يقرب من 14 ٪ من إجمالي سكان تايوان.
وفي الوقت نفسه، فإن من يُطلق عليهم اسم البر الرئيسي (التايوانيون) ينحدرون في الغالب من الأشخاص الذين هاجروا من البر الرئيسي للصين إلى تايوان خلال الأربعينيات والخمسينيات من القرن الماضي، عادةً في سياق الحرب العالمية الثانية، والحرب الصينية اليابانية الثانية، والحرب الأهلية الصينية. غالبًا ما يشار إليهم في لغة الماندرين التايوانية باسم «الأشخاص من خارج هذه المقاطعة»). يشكل البر الرئيسي (التايواني) ما يقرب من 14 ٪ من إجمالي سكان تايوان. بشكل جماعي، يشكل السكان الأصليون التايوانيون المختلفون حوالي 2 ٪ من إجمالي سكان تايوان. يُعتقد أن السكان الأصليين التايوانيين كانوا يعيشون في تايوان لمدة تصل إلى 6000 عام قبل استعمار تايوان من قبل الصين والذي بدأ خلال القرن السابع عشر (م).

#### الاعتراف من الحكومة الصينية
الهان التايوانيون، التايوانيون الأصليون (بنشنغرين)، هوكلو التايوانيون، الهاكا التايوانيون، التايوانيون من البر الرئيسي (ويشنغرين)، الكينمينيز، والماتسونيز (جميع الأنواع الفرعية أو الفروع من مجموعة عرقية الهان الصينية) كلها غير معترف بها من قبل الحكومة الصينية. علاوة على ذلك، فإن السكان الأصليين التايوانيين الستة عشر المعترف بهم رسميًا من قبل الحكومة التايوانية هم أيضًا غير معترف بهم من قبل الحكومة الصينية. كما أن الحكومة الصينية لا تعترف بالتسمية العرقية «المهاجر الجديد». وبدلاً من ذلك، فإن الحكومة الصينية لديها تسمياتها العرقية الخاصة للشعب التايواني. يُعتبر سكان تايوان الهان من أبناء الصينيين الهان (لا يوجد أي تمييز)، في حين أن الشعوب الأصلية التايوانية المختلفة المعترف بها وغير المعترف بها (من قبل تايوان) معترف بها جماعيًا (من قبل الصين) على أنها «غاوشانرن» (أي «سكان الجبال العالية»). تعد (Gaoshanren) واحدة من 56 مجموعة عرقية معترف بها رسميًا في الصين.

## الجنسية والجنسية والإقامة

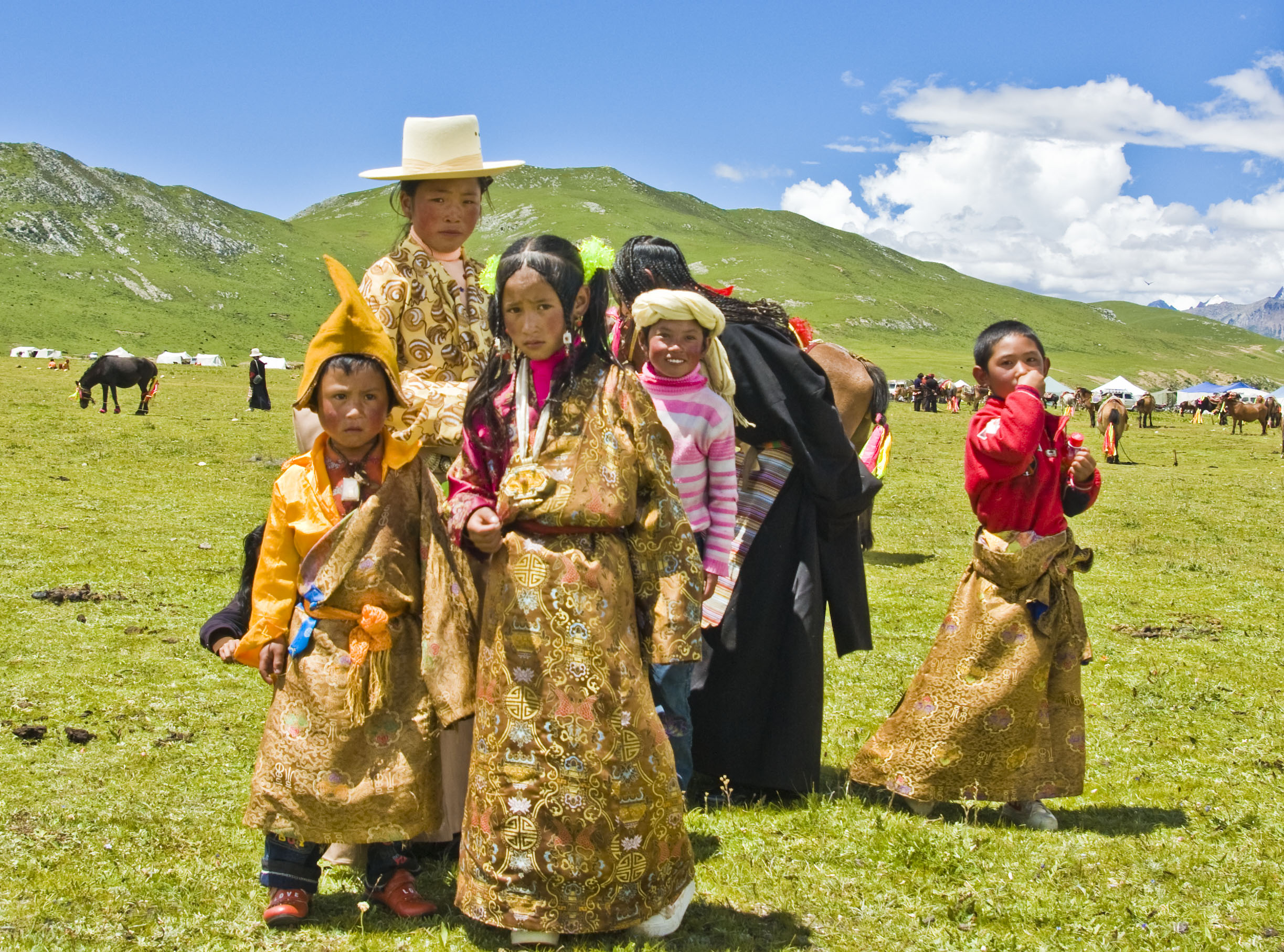
التبتيون في تشينغهاي

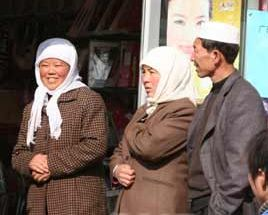
شعب الهوي في شينجيانغ

ينظم قانون الجنسية لجمهورية الصين الشعبية الجنسية داخل جمهورية الصين الشعبية. يحصل الشخص على الجنسية إما بالولادة عندما يكون أحد الوالدين على الأقل من الجنسية الصينية أو بالتجنس. جميع الأشخاص الذين يحملون جنسية جمهورية الصين الشعبية هم مواطنون في الجمهورية. بطاقة هوية المقيم هي الشكل الرسمي لإثبات الهوية للمقيمين في جمهورية الصين الشعبية. داخل جمهورية الصين الشعبية، يمكن إصدار جواز سفر منطقة هونغ كونغ الإدارية الخاصة أو جواز سفر منطقة ماكاو الإدارية الخاصة للمقيمين الدائمين في هونغ كونغ أو ماكاو، على التوالي. ينظم قانون الجنسية لجمهورية الصين الجنسية داخل جمهورية الصين (تايوان). يكتسب الشخص الجنسية بالميلاد أو بالتجنس. الشخص الذي لديه والد واحد على الأقل من مواطني جمهورية الصين، أو ولد في جمهورية الصين لأبوين عديمي الجنسية مؤهل للحصول على الجنسية بالولادة. بطاقة الهوية الوطنية هي وثيقة هوية صادرة للأشخاص الذين لديهم تسجيل أسري في تايوان. شهادة الإقامة هي بطاقة هوية صادرة للمقيمين في جمهورية الصين الذين لا يحملون بطاقة هوية وطنية. العلاقة بين جنسية جمهورية الصين وجنسية جمهورية الصين الشعبية متنازع عليها.

## الصينيون في الخارج
يشير مصطلح "الصينيون في الخارج " إلى الأشخاص من أصل صيني أو تراث قومي يعيشون خارج جمهورية الصين الشعبية أو تايوان نتيجة استمرار الشتات. قد يعتبر الأشخاص الذين لديهم واحد أو أكثر من أسلاف الصينيين أنفسهم مغتربين الصينيين. هؤلاء الناس يختلفون بشكل كبير من حيث الاستيعاب الثقافي. في بعض المناطق في جميع أنحاء العالم، تعد الجيوب العرقية المعروفة باسم الحي الصيني موطنًا لسكان الصينيين المغتربين. في جنوب شرق آسيا، يسمي (華人)(Huárén) بدلاً من (中國人Zhōngguórén) التي تشير عمومًا إلى مواطني جمهورية الصين الشعبية أو جمهورية الصين. هذا هو الحال خاصة في المجتمعات الصينية في جنوب شرق آسيا. مصطلح هونغ جورين له جانب سياسي أو أيديولوجي في استخدامه؛ في حين أن الكثيرين في الصين قد يستخدمون هونغ جورين للإشارة إلى العرق الصيني، فإن البعض في تايوان قد يرفضون تسمية هونغ جورين.

## روابط خارجية
- الأقليات العرقية الصينية
- The Ranking of Ethnic Chinese Population، Overseas Compatriot Affairs Commission, Republic of China، مؤرشف من الأصل في 2013-11-23، اطلع عليه بتاريخ 2008-11-02